# Maurice Dehu
Maurice Dehu (Charleroi, 27 april 1952) is een Belgisch politicus van de PS.

## Levensloop
Dehu werkte vanaf zijn zestiende bij de RTT, de voorloper van Belgacom. Later werd hij er de afdelingschef van de zone Nijvel. Als syndicaal gedelegeerde van de CGSP werd hij politiek actief voor de PS. Van 1989 tot 1995 was hij ondervoorzitter van de Waals-Brabantse afdeling van de partij.
In 1988 was hij kandidaat als gemeenteraadslid van Nijvel bij de gemeenteraadsverkiezingen van dat jaar en hij werd verkozen met tamelijk veel voorkeurstemmen. Hij werd er onmiddellijk schepen, een mandaat dat hij uitoefende tot in 1994. Hierna was hij burgemeester van Nijvel van 1995 tot 2006. Sinds de PS in 2006 naar de oppositie verwezen werd in Nijvel, was hij er enkel nog gemeenteraadslid. In 2019 nam hij ontslag als gemeenteraadslid van Nijvel en werd hij OCMW-raadslid van de gemeente.
Daarnaast was Dehu van 1994 tot 1995 provincieraadslid van Waals-Brabant. Van 1995 tot 1999 en van 2004 tot 2009 was hij vervolgens lid van het Waals Parlement en van 1999 tot 2004 lid van de Kamer van volksvertegenwoordigers ter vervanging van toenmalig minister André Flahaut.